# Andreas Gottschalk

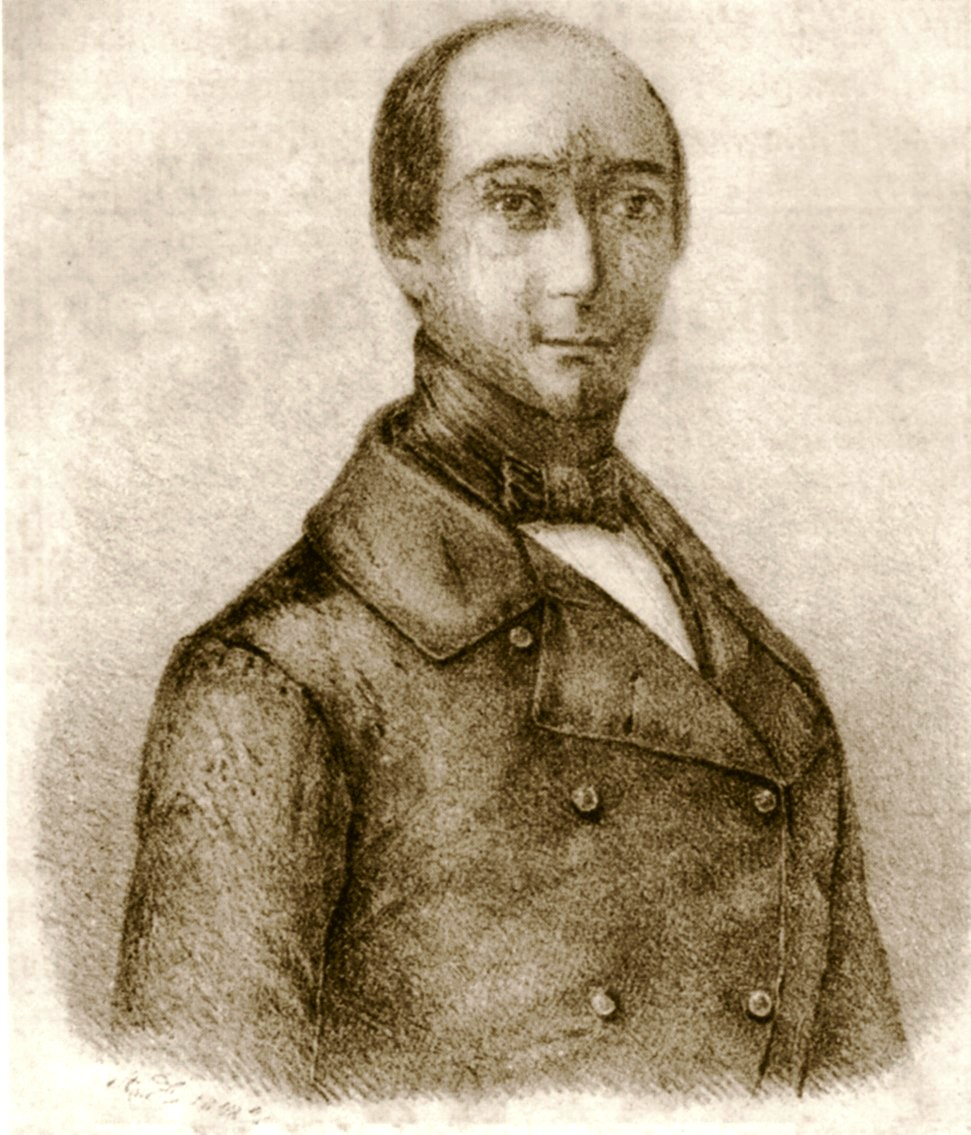
Andreas Gottschalk, 1848

Andreas Gottschalk (* 28. Februar 1815 in Düsseldorf; † 8. September 1849 in Köln) war Arzt und politisch in der entstehenden Arbeiterbewegung aktiv.

## Leben

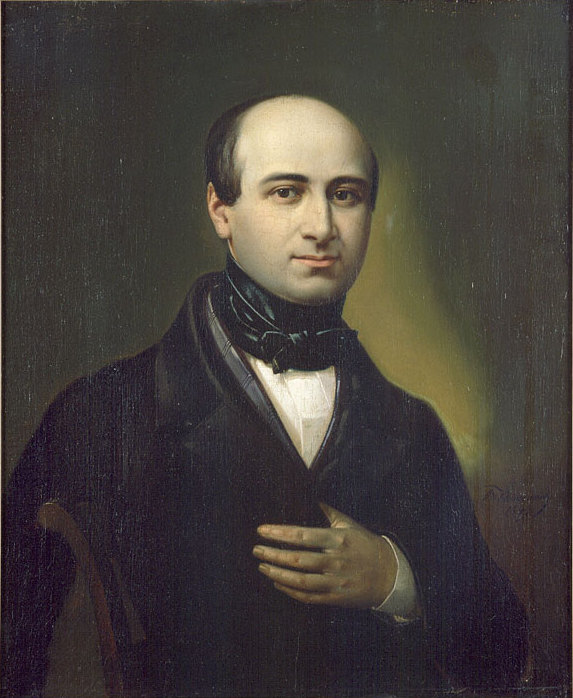
Andreas Gottschalk, posthumes Porträtgemälde von Wilhelm Kleinenbroich, 1849

Gottschalk wurde als fünftes Kind des Schächters und Talmudkundigen Joseph Gottschalk und dessen Ehefrau Sybilla, geborene Levenbach, in Düsseldorf geboren. Nach dem Umzug der Familie nach Köln besuchte er dort das Friedrich-Wilhelm-Gymnasium. Nach dem Abitur, 1834, studierte Gottschalk hauptsächlich Medizin, daneben auch Altphilologie, Philosophie und englische Literatur an der Rheinischen Friedrich-Wilhelms-Universität Bonn. Er beendete das Medizinstudium mit einer Dissertation über den Blutandrang zum Gehirn und wurde am 11. Juli 1839 zum Doktor der Medizin in Bonn promoviert.
Am 14. April 1840 wurde Gottschalk als praktischer Arzt und Wundarzt in Köln zugelassen. Er verfasste eine Reihe von medizinischen Aufsätzen und Schriften. Als anerkannter Mediziner war Gottschalk Korrespondierendes Mitglied der medizinischen Gesellschaft von Brüssel. Von Anfang an behandelte er vornehmlich und oft kostenlos ärmere Patienten. Gottschalk, ursprünglich aus jüdischer Familie, trat 1844 zum Protestantismus über.

## Politische Betätigung
Zum ersten Mal trat Gottschalk 1841 im Vormärz politisch öffentlich hervor. Bei der Gründung der Rheinischen Zeitung für Politik, Handel und Gewerbe im Dezember 1841 führte er das Protokoll. Vor allem der Schriftsteller und Journalist Moses Hess übte auf Gottschalk einen starken politischen Einfluss aus. Diese Einflüsse zeigten sich 1846, als Gottschalk zusammen mit einigen anderen Kollegen auf einem Ärztekongress verschiedene Forderungen aufstellte. Dazu gehörte die Abschaffung des Promotionszwangs für Ärzte, aber auch eine bessere Unterstützung der Armen. Er gehörte mit dem Barbier Engelbert Bedorf und mit dem Geodäten Jean Jansen vor 1848 zu den Begründern der Kölner Gemeinde des Bundes der Kommunisten.

### Märzrevolution 1848
Zu Beginn der Märzrevolution in Köln engagiert sich Gottschalk dann führend in der entstehenden demokratischen Bewegung. Am 3. März 1848 gehört er zu den Organisatoren einer Massenversammlung, die vor dem Kölner Rathaus politische Reformen wie das allgemeine Wahlrecht, Presse- und Versammlungsfreiheit aber auch den Schutz der Arbeit fordern. Gottschalk wird der Zugang zur Stadtverordnetenversammlung gewährt, der er die Forderungen des Volkes präsentiert. Der Rat will diese nicht akzeptieren. Dann zieht Militär auf, ein Teil der Menge sucht Zuflucht im Rathaus, das lässt zwei Ratsherren aus dem Fenster springen. Ein Ereignis, das als Kölner Fenstersturz bekannt wird. Durch das Nachdrängen der Menge beginnen Tumulte, die vom Militär gewaltsam beendet werden. Unter den dabei Festgenommenen ist auch Gottschalk. Nachdem sich die Revolution auch in Berlin durchgesetzt hatte, wurde er wieder freigelassen.
Unmittelbar nach seiner Freilassung war Gottschalk führend an der Gründung des Kölner Arbeitervereins beteiligt und wurde am 13. April 1848 zu dessen Vorsitzenden gewählt. Als Präsident des Kölner Arbeitervereins, mit nach wenigen Wochen über 8000 Mitgliedern einem der größten seiner Art in ganz Deutschland, tat Gottschalk sich zu Beginn mit ganz konkreten sozialreformerischen Forderungen hervor. Durch sein Engagement geriet Gottschalk bald in Konflikt mit Personen der durch Bildungs- und Wirtschaftsbürger dominierten protestantischen Gemeinde, die ihm vorwarfen, durch seine materialistische Haltung den Armen die Hoffnung auf das Jenseits nehmen zu wollen. Anfang Mai 1848 trat er aus dem Bund der Kommunisten aus, weil er mit der Strategie und Taktik des Bundes nicht mehr einverstanden war.
Im Juni 1848 gehörte Gottschalk zu den Mitbegründern des Centralmärzvereins, dem Zusammenschluss demokratischer Vereine auf nationaler Ebene. Im Juli 1848 wurde er zusammen mit Fritz Anneke und Christian Joseph Esser erneut verhaftet. Aber erst im Oktober desselben Jahres kam es zu einem Prozess wegen Anstiftung zur gewaltsamen Änderung der Staatsordnung. Für die Staatsanwaltschaft völlig überraschend war, dass die Geschworenen auf nicht schuldig plädierten. Unmittelbar darauf wurde Gottschalk freigelassen. Zunächst ging er nach Paris und Brüssel, kehrte aber bald nach Köln zurück. Dort hatte inzwischen Karl Marx die Führung im Arbeiterverein übernommen. Während der aus der Haft entlassene Vereinsgründer Andreas Gottschalk im Dezember 1848 sich gegen eine Beteiligung des Arbeitervereins an den Wahlen zur Zweiten preußischen Kammer aussprach, war die Mehrheit des Vereins, darunter auch Marx und Peter Gerhard Roeser, dafür.
Gottschalk nannte Marx einen „gelehrten Sonnengott“ und warf ihm vor: „das Elend des Arbeiters, der Hunger des Armen hat für Sie nur wissenschaftliches, doktrinäres Interesse“.

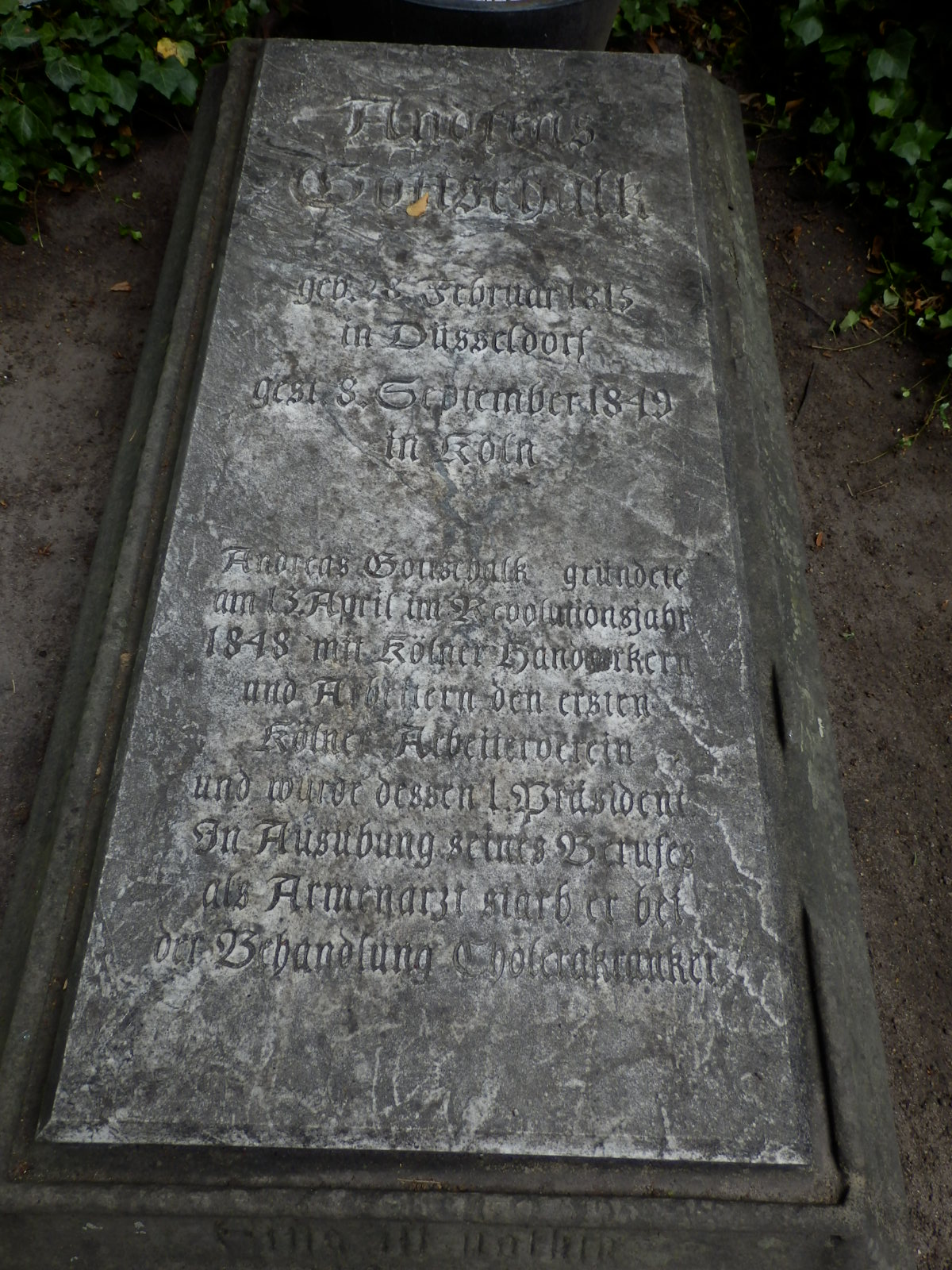
Grab auf dem Kölner Melaten-Friedhof

### 1849

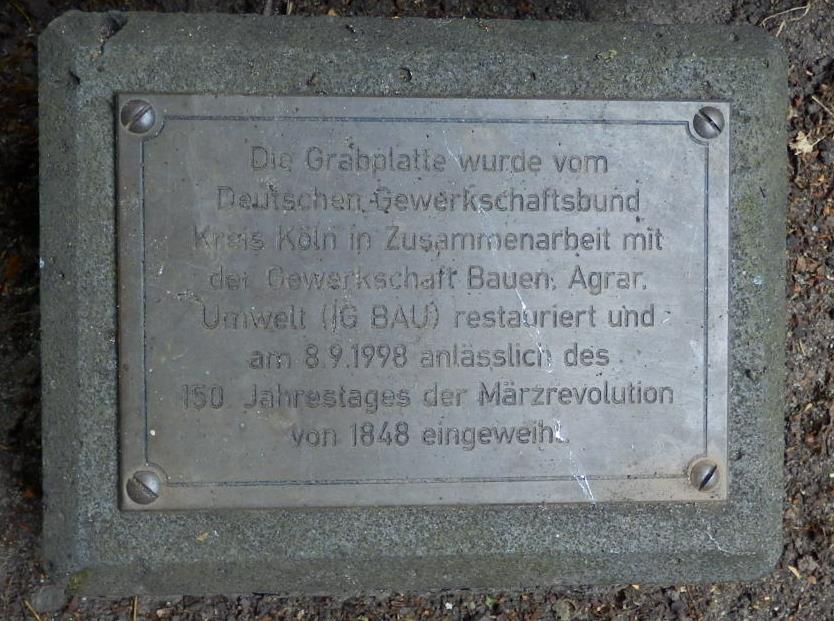
Hinweis auf Restaurierung der Grabplatte

Als sich die Niederlage der Revolution immer deutlicher abzeichnete, überlegte er zeitweise, eine wissenschaftliche Karriere anzustreben. Aber er blieb weiter als Arzt in Köln tätig. Als im Sommer 1849 eine Choleraepidemie ausbrach, die in der Stadt mehr als 10.000 Tote forderte, hat Gottschalk versucht, vor allem den erkrankten Armen zu helfen. Dabei steckte er sich bei den Patienten an und starb an der Seuche.
An seiner Beerdigung am 9. September 1849 auf dem Melaten-Friedhof (Lage: Lit. K zwischen HWG und Lit. P) nahmen tausende Kölner Teil und erwiesen Gottschalk die letzte Ehre. Allerdings fand die Trauerfeier ohne einen Seelsorger statt, da der zuständige evangelische Pfarrer zunächst nur einen Beerdigungstermin morgens um 5.30 Uhr angeboten und dann aus Protest gegen die Ansichten des religiösen Sozialisten Gottschalk zu Hause geblieben war. Die Leichenrede hielt Friedrich Leßner. Auf dem Grabstein steht: „Eins ist nöthig, dass das Gute stets geschehe, ob man falle oder stehe, ist und bleibt dann einerlei.“ Die Grabplatte wurde von Friedrich von Schmidt entworfen, der seit 1843 am Bau des Kölner Domes tätig war. Das Grabmal wurde 1998 auf Veranlassung des Deutschen Gewerkschaftsbundes restauriert.
In Köln-Bocklemünd ist die Gottschalkstraße nach ihm benannt.

## Veröffentlichungen
- Christian Friedrich Nasse (Hrsg.): Sammlung zur Kenntnis der Gehirn- und Rückenmarks-Krankheiten aus dem Engl. u. Franz. von Andreas Gottschalk. Hallberger, Stuttgart
  - 1837. Erstes Heft BSB München
  - BSB München Zweytes Heft 1838
  - MDZ Drittes Heft 1840
- De congestionis ad cerebrum ratione. Georgi, Bonnae 1839. MDZ (Bonn, Univ., Med. Diss., 1839)
- Bemerkungen zur Behandlung der Bleichsucht, Blasenlähmung und des nervösen Hüftweh. Ritzefeld, Köln 1841.
- Ueber contrahirende Arzneien-Mischungen. II. Artikel. -in: Zeitschrift für die gesammte Medicin. 25. Band. Perthes Besser & Mauke, Hamburg 1844, S. 160 ff. Digitalisat
- Welches sind die Hauptmängel der heutigen pharmakopöen, und wie sind sie zu beseitigen? In: Adolph Henkel’s Zeitschrift für die Staatsarzneikunde. Hrsg. von Friedr. Jul. Siebenhaar. 24. Jg. Zweites Vierteljahrheft, Palm u. Enke, Erlangen 1844, S. . 382–398. Digitalisat
- Darstellung der rheumatischen Krankheiten auf anatomischer Grundlage. Kölner Verlagsverein, Köln 1845. Digitalisat
- An die Arbeiter Köln’s und der Umgegend zu Händen der Herren M. Breuer und L. Ley. Köln 1848. BSB München
- anonym[9]: Der sogenannte Aufruhr am 3. März 1848 zu Cöln. Authentische Darstellung, (Köln 1848) MDZ
- Cavaignac in Köln! Eine wahrheitsgetrene Erzählung der Kölner Ereignisse mit steter Berücksichtigung der aktenmässigen Darstellung. Zusammengestellt von mehreren Augenzeugen. Dietz, Köln 1848.
- (Hrsg. als Vorsitzrender des  Vereins)Freiheit, Brüderlichkeit, Arbeit. Organ des Arbeitervereins. Verantwortlicher Redakteur W. Prinz. Köln Nr. 1 vom 26. Oktober 1848 bis Nr. 13. Verleger P. G. Roeser (Reprint Detlev Auvermann, Glashütten i. Ts. 1979)
- An Herrn Karl Marx, Redakteur der Neuen Rheinischen Zeitung. In: Freiheit, Arbeit. Köln 1849, Nr. 13 vom 25. Februar 1849. 25. Februar 1849
- Meine Rede vor dem Geschworenengerichte zu Köln am 23. Dezember 1848. W. Sulzbach, Bonn 1849. BSB München